# Il trionfo (film)
Il trionfo (Triumph) è un film muto del 1924 prodotto e diretto da Cecil B. DeMille. La sceneggiatura di Jeanie Macpherson si basa sull'omonimo romanzo di May Edginton pubblicato a New York nel 1924.

## Trama
King Garnet è figlio dell'industriale David Garnet. Innamorato di Ann Land, la chiede in moglie ma la ragazza - operaia nella fabbrica di Garnet - rifiuta la sua proposta perché vuole fare carriera come cantante. Dopo la morte dell'industriale, King dovrebbe ereditare l'impresa, ma il vecchio Garnet ha lasciato delle disposizioni che favoriscono alla fine William Silver, suo figlio illegittimo che diventa proprietario dell'azienda. King finisce a fare il barbone. Intanto, Ann è diventata una famosa cantante d'opera ma le sue corde vocali restano compromesse da un incendio che si sviluppa in teatro. Tornata a fare l'operaia alla Garnet, viene corteggiata da Silver. Anche King torna in fabbrica, dove inizia dalla gavetta, facendo l'operaio. Pian piano fa carriera e, alla fine, riuscirà a riavere il controllo della sua azienda insieme alla ragazza che ama ancora.

## Produzione
Il romanzo della Edginton che diede spunto al film, prima di essere pubblicato in volume, uscì a puntate sul Saturday Evening Post dal 24 marzo al 21 aprile 1923. Il libro viene citato nei credit come Founded on a Saturday Evening Post story by May Edington.
Ambientato in una fabbrica di inscatolamento di sardine, il film - prodotto dalla Paramount Pictures (con il nome Famous Players-Lasky Corporation) - venne girato in parte in una vera fabbrica. Le riprese durarono dal 10 gennaio al 22 febbraio 1924. Nei titoli, appare il disegno di una lattina di sardina.

## Distribuzione
Distribuito dalla Paramount Pictures, il film - presentato da Jesse L. Lasky e da Adolph Zukor - uscì nelle sale cinematografiche statunitensi il 28 aprile 1924. Il copyright del film, richiesto dalla Famous Players-Lasky Corp., fu registrato il 14 maggio 1924 con il numero LP20203.
In Italia, il film fu distribuito dalla Paramount nell'ottobre del 1925 con il visto di censura numero 22078.
Copie incomplete della pellicola - un nitrato positivo 35 mm e un negativo in acetato - sono conservate negli archivi dell'International Museum of Photography and Film at George Eastman House e in quelli della Library of Congress di Washington.

## Censura
Per la distribuzione nel mercato italiano, la censura dell'epoca impose che nel 2° atto venisse soppressa la scena di violenza contro il materiale dell'officina e venisse eliminata la didascalia: "Egli ci considera come pecore da tosare, vacche da mungere. Bisogna dargli una lezione, scioperare, mandare all'aria la baracca, e imparerà a lavorare il Sig. Garnet". Nel 4° atto venne eliminata la didascalia: "Quando non si possiede ecc." fino a: "Abbiamo visto quanto sei ingeneroso tu Jon".